# November Criminals
November Criminals è un film del 2017 co-scritto e diretto da Sacha Gervasi.
La pellicola, con protagonisti Chloë Grace Moretz e Ansel Elgort, è l'adattamento cinematografico del romanzo del 2010 The November Criminals scritto da Sam Munson.

## Trama
Dopo che l'omicidio del suo amico è stato risolto come violenza di gruppo, il liceale Addison decide di avviare un'indagine per conto suo. Con l'aiuto della sua fidanzata Phoebe scopre rapidamente che il mistero è più oscuro e più profondo di quanto potesse immaginare.

## Produzione

### Casting
Nel novembre 2014, è stato annunciato che Chloë Grace Moretz e Catherine Keener erano entrate nel cast del film. Successivamente, nel 2015 si unirono anche Ansel Elgort e David Strathairn.

### Riprese
Le riprese del film sono iniziate il 23 marzo 2015 nel Rhode Island, sono proseguite a Washington e sono terminate il 28 aprile seguente.

## Promozione
Il primo trailer del film viene diffuso il 18 settembre 2017.

## Distribuzione
Nel gennaio 2015, Sony Pictures Worldwide Acquisitions ha acquisito i diritti per la distribuzione americana e internazionale del film.
Il film è stato distribuito on demand a partire dal 7 novembre 2017 ed in numero limitato di copie nelle sale cinematografiche statunitensi dall'8 dicembre seguente.

## Accoglienza

### Critica
Il film è stato accolto negativamente dalla critica; sull'aggregatore di recensioni Rotten Tomatoes ha un indice di gradimento dello 0% con un voto medio di 3,8 su 10, basato su 9 recensioni, mentre su Metacritic ha un punteggio di 33 su 100, basato su 4 recensioni.